# Franca Faldini
Franca Faldini, née le 10 février 1931 à Rome et morte le 22 juillet 2016 dans la même ville, est une journaliste, écrivain et actrice italienne également connue pour avoir été la compagne de Totò pendant les dernières quinze années de sa vie.

## Biographie

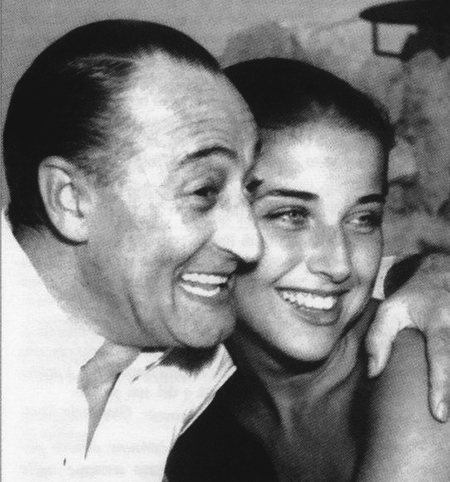
Totò et Franca Faldini.

Franca Faldini est la fille unique d'un couple de la bourgeoisie romaine. Sa famille quitte Rome pour la Toscane lors de l'introduction des lois raciales fascistes.
Elle fait la rencontre de Ben Stahl qui la choisit pour représenter l'Italie dans son « Momento a Villa d'Este: emozioni dall'album di un pittore americano in viaggio per l'Europa » , publié sur Esquire (1997). Franca Faldini se rend aux États-Unis et remporte à Hollywood le prix Miss Cheesecake de la meilleure actrice débutante. Elle joue un petit rôle dans le film La Polka des marins, apparaissant dans une scène où elle embrasse Jerry Lewis. Elle reste deux années aux États-Unis, faisant la connaissance entre autres de Jane Russell, Marilyn Monroe et Gary Cooper.
Son retour en Italie fait l'objet d'un article sur la revue Oggi, qui attire l'attention de Totò avec lequel elle partagera quinze années de vie commune.
Après la mort de Totò en 1967, Franca Faldini se tourne vers le journalisme et l'écriture. En 1977 elle écrit avec Goffredo Fofi le livre Totò: l'uomo e la maschera. Elle collabore toujours avec Goffredo Fofi avec diverses revues publiant des articles et des livres sur Totò et le cinéma italien.
En 1998 elle tourne à nouveau sous la direction de Alberto Sordi dans Incontri proibiti en jouant le rôle de l'épouse de Sordi.
En 1975 elle épouse Niccolò Borghese, vivant à Rome dans le quartier Flaminio où elle meurt le  22 juillet 2016 à l'âge de 85 ans.

## Publications
- Franca Faldini et Goffredo Fofi, L'avventurosa storia del cinema italiano raccontata dai suoi protagonisti, Feltrinelli, Milan, 1979.
- Franca Faldini et Goffredo Fofi, Totò, Pironti, 1987  (ISBN 8879370278).
- (it) Franca Faldini, Roma Hollywood Roma. Totò, ma non soltanto, Baldini Castoldi Dalai, 1997, 182 p. (ISBN 978-88-8089-250-2).
- Franca Faldini et Goffredo Fofi, Totò. L'uomo e la maschera, L'Ancora del Mediterraneo, 2000  (ISBN 8883250133).
- Franca Faldini et Goffredo Fofi, Totò. Storia di un buffone serissimo, Mondadori, 2004  (ISBN 8804529105).

## Filmographie partielle
- 1952 : La Polka des marins (Sailor Beware), de Hal Walker (non créditée)
- 1952 : Totò et les femmes, de Steno et Mario Monicelli
- 1953 : L'uomo, la bestia e la virtù, de Steno
- 1953 : Un turco napoletano, de Mario Mattoli
- 1953 : Il più comico spettacolo del mondo, de Mario Mattoli
- 1954 : Où est la liberté ?, de Roberto Rossellini
- 1954 : Misère et Noblesse, de Mario Mattoli
- 1955 : Totò en enfer (Totò all'inferno) de Camillo Mastrocinque
- 1955 : Siamo uomini o caporali, de Camillo Mastrocinque
- 1998 : Incontri proibiti, d'Alberto Sordi